# نظم و قانون: واحد قربانیان ویژه

پوستر مجموعه

نظم و قانون: واحد قربانیان ویژه (به انگلیسی: Law & Order: Special Victims Unit) سریالی تلویزیونی در ایالات متحده آمریکا است.
این سریال برگرفته از سریال اصلی نظم و قانون است، و از شبکه ان بی سی آمریکا پخش می‌شود هم‌اکنون فصل دوازدهم پخش خود را می‌گذراند.
سازنده این اثر دیک ولف است، و سریال در مورد ماجراهای اداره پلیس و دادستانی شهر نیویورک در آمریکا است. این سریال تلویزیونی از اردیبهشت سال ۱۳۹۲ تاکنون با دوبله فارسی از شبکه من‌وتو پخش می‌شود.